# Schweizerischer Verband des Personals öffenlicher Dienste
De Schweizerischer Verband des Personals öffenlicher Dienste (Frans: Syndicat des Services Publics, Italiaans: Sindacato dei Servizi Pubblici), is een Zwitserse vakbond voor gemeentelijk, kantonnaal en landelijk overheidspersoneel.
De VPOD-SSP werd in 1919 opgericht en maakt deel uit van de overkoepelende Zwitserse Federatie van Vakverenigingen (SGB). De VPOD-SSP is politiek neutraal en ook op godsdienstig niveau is de vakbond neutraal.
De VPOD-SSP bestaat uit meerdere afdelingen, waaronder de in 1945 opgerichte zeer actieve Afdeling Vliegverkeer.
Christine Goll is voorzitster van de VPOD-SSP.

## Voetnoten
1. ↑  Ofschoon de SGB nauw verbonden is met de Sociaaldemocratische Partij van Zwitserland